# Savitri (Gottheit)
Savitri (Sanskrit सवितृ savitṛ m. „Belebender“) war ein vedischer Gott mit solarem Charakter, der schon früh mit dem Sonnengott Surya verschmolz.

## Wesen im Rigveda
Dem Savitri sind im Rigveda elf Hymnen gewidmet. Eine an ihn gerichtete Hymne, die Savitri (sāvitrī), gilt als das bedeutendste Mantra der Veden und wird wegen des Versmaßes auch Gayatri-Mantra (gāyatrī) genannt.
Savitri ist einer der Adityas und gilt als Antreiber, der bei Mensch und Tier jede Bewegung veranlasst, er weckt auf und bringt die Wesen zur Ruhe. Den Ribhus verlieh er die Unsterblichkeit. Er sieht alle Wesen, reinigt vor Sünden und vertreibt Krankheiten und Dämonen.
Savitri wird als goldfarben beschrieben, dessen goldener Glanz Himmel, Erde und den Luftraum dazwischen erhellt. Er wird goldäugig, goldzüngig und besonders goldhändig genannt. Seine goldenen Arme streckt er in die Höhe und sein goldener Wagen wird von zwei bräunlichen Pferden mit weißen Fesseln gezogen.

## Savitri und Surya
Bereits im Rigveda wird nicht immer deutlich zwischen Savitri und dem Sonnengott Surya unterschieden. An einigen Stellen ist Savitri, der als Antreiber der Sonne bezeichnet wird, deutlich verschieden von Surya, an anderen aber scheint er nahezu identisch mit ihm zu sein. Im späteren Hinduismus verschmolz Savitri mit Surya und wird als der nächtliche Aspekt der Sonne betrachtet, während Surya den Aspekt der Tagsonne verkörpert. Andere Deutungen sehen in Savitri die Sonne vor dem Sonnenaufgang, der die Welt aufweckt und zum täglichen Handeln antreibt.